# Rangeerlocomotief

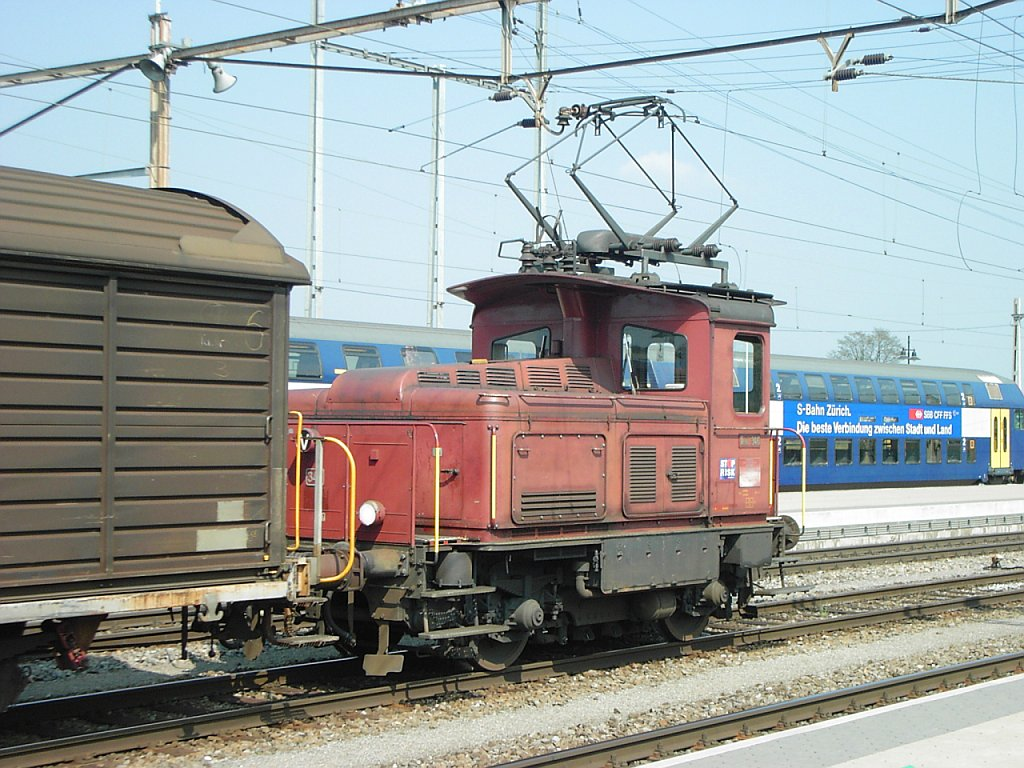
Een Zwitserse rangeerlocomotief.

Een rangeerlocomotief is een locomotief die ontworpen is om te rangeren. Ze combineren een gering vermogen met een geringe maximumsnelheid. Rangeerlocomotieven hebben één cabine met twee stuurtafels, zodat de machinist makkelijk van rijrichting kan veranderen. Rangeerlocomotieven hebben vaak een huif die smaller is dan de cabine, zodat de machinist langs de huif kan kijken en goed zicht heeft op de voor- en achterzijde van de locomotief. Dat vergemakkelijkt het nauwkeurig plaatsen van de locomotief, bijvoorbeeld bij het koppelen van goederenwagons.

## Bijzondere rangeerlocomotieven
Soms worden rangeerlocomotieven radiografisch bestuurd. Er hoeft dan geen extra begeleidend personeel aanwezig te zijn bij geduwd rangeren of koppelen van spoorwagons. Als de radiografische besturing volledig is geautomatiseerd dan kan bovendien veel nauwkeuriger worden gerangeerd, omdat de snelheid en de stopplaats van de locomotief veel nauwkeuriger wordt geregeld.
Een kleine rangeerlocomotief met een mechanisch remsysteem wordt een locomotor genoemd.
Soms worden rail-wegvoertuigen als rangeerlocomotief ingezet.